# Masud Ghnaim

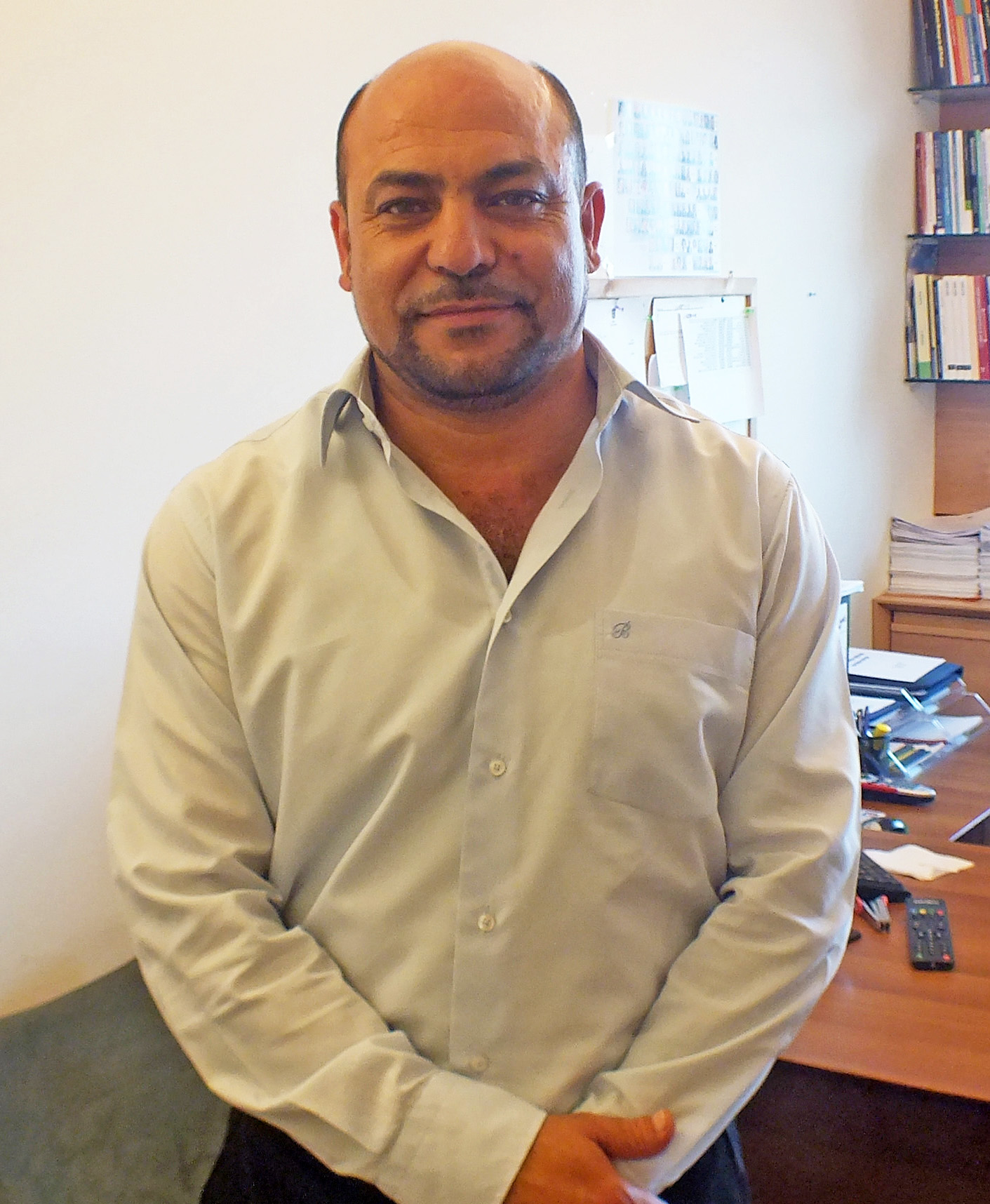
Masud Ghnaim

Masud Ghnaim (arabisch مسعود غنايم, hebräisch מסעוד גנאים; * 14. Februar 1965 in Sachnin) ist ein israelischer Historiker und Politiker der Vereinigten Arabischen Liste (Ra'am) und der Parteikoalition Vereinten Liste.

## Leben
Ghnaim studierte Geschichte an der Universität Haifa. Von 2003 bis 2005 war Ghnaim Mitglied im Stadtrat der israelischen Stadt Sachnin. Ghnaim war von 2009 bis 2019 Abgeordneter in der Knesset und ab 2015 Parteivorsitzender der Ra'am. Er wohnt in Sachnin.